# Jacek Izydorczyk (elektronik)
Jacek Izydorczyk (ur. 1964) – inżynier elektronik, nauczyciel akademicki i profesor nauk technicznych, specjalizujący się w cyfrowym przetwarzaniu sygnałów. Od 1983 r. związany z Wydziałem Automatyki, Elektroniki i Informatyki Politechniki Śląskiej w Gliwicach.

## Działalność badawcza
Działalność badawcza profesora skupiała się w przeszłości na kilku obszarach tematycznych. Najwcześniejsze zainteresowania profesora dotyczyły analizy wrażliwościowej obwodów elektrycznych. Jego praca magisterska napisana pod kierunkiem prof. Jana Chojcana w Zakładzie Teorii Obwodów i Sygnałów Politechniki Śląskiej dotyczyła numerycznej analizy wrażliwości w dziedzinie czasu. Z czasem współpraca z profesorem Chojcanem przyniosła publikację wielu różnych klas niezmienników wrażliwości w obwodach elektrycznych. Rozszerzenie zastosowań teorii wrażliwości na analizę wpływu skończonej dobroci obwodów rezonansowych na tłumienność wtrąceniową filtrów pasmowych zwróciło uwagę profesora na teorię filtrów. W rezultacie powstał pakiet dla programu MathCAD, który służy projektowaniu filtrów pasywnych oraz filtrów aktywnych – FilterD. Swoje doświadczenia dotyczące projektowania filtrów profesor podsumował w książce napisanej wspólnie z prof. Jackiem Konopackim. W związku z przeniesieniem profesora w 2000 r., w ramach Instytutu Elektroniki Politechniki Śląskiej, z Zakładu Teorii Obwodów i Sygnałów do Zakładu Telekomunikacji podjęta została przez niego tematyka badań leżąca na pograniczu telekomunikacji, techniki cyfrowej i technologii elektronowej. W wyniku jej rozwijania profesor sformułował własne uogólnienie prawa Moore’a. Ten ostatni tekst wyróżniony został III nagrodą w konkursie na najlepsze prace opublikowane w czasopismach naukowo-technicznych Stowarzyszenia Elektryków Polskich w 2007. Jednocześnie profesor pracował nad swoimi wczesnymi koncepcjami związanymi z modelowaniem histerezy magnetycznej. Zaowocowało to publikacją oryginalnej metody ekstrakcji parametrów modelu Jilesa-Athertona (J-A) i opracowaniem wspólnie z Robertem Malczykiem uogólnienia modelu J-A na przypadek histerezy zależnej od częstotliwości sygnału. W ostatnich latach wraz z gronem doktorantów profesor zajmował się pojazdami autonomicznymi.

## Działalność dydaktyczna
Prof. Jacek Izydorczyk opracował i prowadził według autorskiej koncepcji wykłady z przedmiotów: Komputerowa analiza układów elektronicznych (od 1992 r.) i Podstawy telekomunikacji (od 2002 r.). Brał udział w organizacji laboratoriów do przedmiotu Teoria obwodów III oraz kierował laboratorium przedmiotu Lokalne sieci komputerowe; opracował kilka stanowisk w tych laboratoriach. Prowadził zajęcia (wykłady, ćwiczenia, laboratoria) z kilkunastu przedmiotów, w tym przede wszystkim z Komputerowej analizy układów elektronicznych, Teorii obwodów III, Podstaw telekomunikacji, Projektowania sieci telekomunikacyjnych, Procesorów sygnałowych, Lokalnych sieci komputerowych i Historii nauki. Był promotorem ponad 150 prac dyplomowych na kierunku Elektronika i Telekomunikacja prowadzonym na Wydziale Automatyki, Elektroniki i Informatyki Politechniki Śląskiej. Wśród nich znalazła się praca pana mgr inż. Adama Bartoszka, który już w roku 1995 pod kierunkiem profesora zbudował prototyp i zademonstrował działanie pierwszego w Polsce telefonu sieciowego. Praca ta została wyróżniona w 1995 r. drugą nagrodą w Konkursie na najlepszą pracę dyplomową organizowanym przez Oddział Gliwicki SEP.
W latach 2017-2018 (czyli jeszcze przed pandemią COVID-19) profesor przygotował cztery kursy zdalnego nauczania, które po zaakceptowaniu przez JM Rektora Politechniki Śląskiej zostały wykorzystane w procesie nauczania studentów kierunków: Elektronika i telekomunikacja, Makrokierunek oraz Teleinformatyka. Dla kierunku Makrokierunek przygotowany został kurs w języku angielskim pt. “Digital and analog telecommunication” obejmujący wykład. Dla kierunku Elektronika i telekomunikacja przygotowano zdalny wykład z przedmiotu “Komputerowa analiza układów elektronicznych”. Dla studentów kierunku Teleinformatyka utworzono kurs pt. “Python w obliczeniach” obejmujący wykład oraz projekt oraz kurs pt. “Historia nauki” obejmujący wykład.
Profesor Jacek Izydorczyk jest współautorem pięciu podręczników akademickich.
W latach 1995–2001 profesor Izydorczyk organizował cykl wykładów popularnonaukowych pt. „Kalejdoskop elektroniki”. Wykłady skierowane były głównie do uczniów szkół średnich, ale nie tylko do nich, i miały na celu przybliżenie szerokiej publiczności najnowszych osiągnięć elektroniki i telekomunikacji oraz zachęcenie młodzieży do studiowania na Wydziale Automatyki, Elektroniki i Informatyki Politechniki Śląskiej. Z tamtego okresu zachował się zapis ostatniego wywiadu jakiego udzielił prof. Tadeusz Zagajewski.
W latach 2004–2016 wraz z dr. Marcinem Kucharczykiem profesor Izydorczyk był opiekunem naukowym praktyk studenckich IAESTE. Przyjmowani byli praktykanci pochodzący z Tunezji, Hiszpanii, Ekwadoru, Chorwacji, Niemiec, Indii, Serbii, Arabii Saudyjskiej i Macedonii.

## Działalność organizacyjna i ekspercka
Prof. Jacek Izydorczyk w latach 2002–2019 był Kierownikiem Zakładu Telekomunikacji Instytutu Elektroniki Politechniki Śląskiej. W latach 2019–2021 był kierownikiem Katedry Telekomunikacji i Teleinformatyki na Wydziale Automatyki, Elektroniki i Informatyki Politechniki Śląskiej.
Profesor Jacek Izydorczyk jest członkiem IEEE (od 1993, od 2009 senior member IEEE), Polskiego Towarzystwa Elektrotechniki Teoretycznej i Stosowanej oraz Stowarzyszenia Elektryków Polskich. W latach 2005–2007 pełnił obowiązki, a w dwóch kadencjach 2008-2009 i 2010-2011 był wybrany na przewodniczącego Computer Society C-016 Gliwice sekcji Polskiej IEEE. W kadencji 2020-2021 pełnił funkcję wiceprzewodniczącego Vehicular Technology Society VT-06 sekcji polskiej IEEE.
Od roku 1996 profesor Jacek Izydorczyk jest członkiem Komisji Elektroniki przy Katowickim Oddziale PAN.
W latach 1996–2006 profesor Izydorczyk był opiekunem Biblioteki Instytutu Elektroniki Politechniki Śląskiej. W latach 2000–2019 był redaktorem działu „Elektronika” Zeszytów Naukowych Politechniki Śląskiej.
Od lat dziewięćdziesiątych ubiegłego wieku profesor Jacek Izydorczyk utrzymuje stałe kontakty z firmami przemysłowymi konsultując liczne projekty. Wśród nich były następujące: projekt cyfrowego systemu łączności dla pojazdów szynowych z 1995 r. dla Zakładów Wytwórczych Urządzeń Komunikacyjnych w Katowicach, projekt modemu dla sieci energetycznej dla ADESCOM Polska sp. z o.o. w Katowicach w 2000 r., projekt systemu automatycznej identyfikacji osób na podstawie głosu dla Centrum R&D Samsung Polska w 2013 r., projekt zasilania urządzeń z wykorzystaniem sieci światłowodowej dla C&C Technology sp. z o.o. w Katowicach w 2019 r., projekt systemu autonomicznego prowadzenia pojazdu dla Centrum Technicznego Aptiv w Krakowie w 2017 r. oraz projekt wykorzystania metod sztucznej inteligencji w testach penetracyjnych urządzeń przemysłowych dla Rockwell Automation sp. z o.o. w Warszawie w 2020 r.

## Nagrody i osiągnięcia
Za osiągnięcia w pracy naukowej i zawodowej profesor Jacek Izydorczyk otrzymał: Odznakę Zasłużonemu dla Politechniki Śląskiej (2002), Srebrny Krzyż Zasługi (2002), Medal Komisji Edukacji Narodowej (2009). Otrzymał również jedną nagrodę Ministra Nauki i 14 nagród JM Rektora Politechniki Śląskiej.